# Open Geospatial Consortium
Open Geospatial Consortium (OGC) — міжнародна некомерційна організація, що веде діяльність з розробки стандартів в сфері геопросторових даних і сервісів, створена в 1994 році. В даний час координує діяльність понад 500 урядових, комерційних, некомерційних та науково-дослідних організацій з метою розробки та впровадження консенсусних рішень в області відкритих стандартів для геопросторових даних, обробки даних геоінформаційних систем і спільного використання даних.

## Історія
Попередником OGC була організація Open GRASS Foundation (OGF), створена в 1992 році. З 1994 по 2004 рік організація діяла під назвою Open GIS Consortium. Детальна історія OGC викладена на її офіційному сайті.

## Стандарти
Більшість стандартів OGC засновані на принципах, викладених у базовій моделі даних для представлення географічних характеристик під назвою Abstract Specification. На основі базової моделі учасники консорціуму розробили і продовжують розробляти велику кількість специфікацій або стандартів для обслуговування конкретних потреб організацій-учасників в області геопросторових технологій і сервісів, включаючи ГІС.
Більш детальна інформація про стандарти OGC тут: http://www.opengeospatial.org/standards [Архівовано 9 травня 2008 у Wayback Machine.].

Відносини між клієнтами/серверами і протоколами OGC

Базовий набір стандартів OGC містить понад 30 стандартів, в тому числі:
- CSW — Catalog Service for the Web[en]: доступ до каталогу інформації
- GML — Geography Markup Language[en]: XML-формат для географічної інформації
- GeoXACML[es] — Geospatial eXtensible Access Control Markup Language (станом на 2009 рік — в процесі стандартизації)
- KML — мову розмітки Keyhole: схема на основі мови XML для вираження географічної анотації та візуалізації на наявних (або майбутніх) двовимірних вебкартах і тривимірних браузерах
- Observations and Measurements[en]
- OGC Reference Model[en] — повний набір еталонних моделей
- OGC Web Services Context Document
- OWS — OGC Web Service
- SOS — Sensor Observation Service[en] — вебсервіс для запиту даних від сенсора в реальному часі, частина Sensor web[5]
- SPS — Sensor Planning Service (датчик служби планування)[6]
- SensorML[en] — стандарт, що надає стандартні моделі і кодування XML для опису датчиків і процесів вимірювання
- SensorThings API[en][7] — відкрита єдина база для з'єднання пристроїв, даних і додатків через Інтернет. Знаходиться в стадії затвердження.
- SFS — Simple Features SQL
- SLD — Styled Layer Descriptor — інструмент опису вигляду шарів карти на базі XML
- SRID — Spatial Reference System Identifier — ідентифікатор тотожності просторових систем координат
- WaterML[en] — інформаційна модель для подання гідрологічних даних
- WCS — Web Coverage Service[en] — забезпечує доступ і обробку Coverage data
- WCPS — Web Coverage Processing Service[en] — забезпечує мову запитів для спеціальної обробки Coverage data
- WFS — Web Feature Service[en] — інструмент для отримання або зміни опису функцій
- WMS — Web Map Service — стандартний протокол для обслуговування через Інтернет географічно прив'язаних зображень, що генеруються картографічним сервером на основі даних з БД ГІС
- WMTS — Web Map Tile Service[en] — стандартний протокол для забезпечення відображення зображення в мозаїчному форматі
- WPS — Web Processing Service[en] — протокол сервісу дистанційної обробки даних
- GeoSPARQL[en] — Geographic SPARQL Protocol і RDF Query Language[8] — представлення і запити геопросторових даних для Semantic Web
- WTS — Web Terrain Service.

Дизайн стандартів спочатку був заснований на парадигмі вебсервісів на протоколі HTTP, але згодом був розширений для протоколу SOAP і WSDL-документів. Значний прогрес був досягнутий у використанні вебсервісів REST.

## Організаційна структура
OGC має три оперативних підрозділи:
- Програма специфікації;
- Програма інтероперабельності;
- Внутрішніх і зовнішніх комунікацій.

## Співпраця з іншими організаціями
OGC має тісний зв'язок з  ISO/TC 211  (технічний комітет ISO, що займається стандартами в області географічної інформації/геоматики). Стандарти серії ISO 19100, що розробляються цим комітетом, поступово замінюють специфікації OGC. Крім того, такі стандарти OGC як Web Map Service, GML, Web Feature Service, Observations and Measurements і Simple Features Access вже стали стандартами ISO.
OGC співпрацює з понад 20 міжнародними організаціями, що працюють в сфері стандартизації, включаючи W3C, OASIS, WfMC та Інженерна рада Інтернету.